# Kieran Smith
Pour les articles homonymes, voir Smith.
Kieran Smith est un nageur américain né le 20 mai 2000 à Ridgefield, dans le Connecticut. Il a remporté la médaille de bronze du 400 m nage libre masculin aux Jeux olympiques d'été de 2020 à Tokyo.

## Palmarès

### Championnats du monde

#### Grand bassin
- Championnats du monde 2022 à Budapest :
  -  Médaille d'or du relais 4 × 200 m nage libre.
- Championnats du monde 2023 à Fukuoka :
  -  Médaille d'argent du relais 4 × 200 m nage libre.

#### Petit bassin
- Championnats du monde 2024 à Budapest :
  -  Médaille d'or du 4 × 100 m nage libre.
  -  Médaille d'or du 4 × 200 m nage libre.
  -  Médaille d'argent du 400 m nage libre.